# Yellowhead Highway
Der Yellowhead Highway (deutsch „Blondschopf-Highway“; oder Highway 16) ist eine 2864 km lange Fernstraße zwischen Winnipeg und Masset (British Columbia) in Westkanada.

## Allgemeines
Der Yellowhead Highway ist nach dem Trans-Canada Highway und dem Crowsnest Highway die dritt längste Fernstraße Kanadas.

## Geschichte
Die Ursprünge des Yellowhead Highway gehen zurück auf das Jahr 1819, als der Trapper und Irokesen-Métis Pierre Bostonais (1805–1827) mit dem Kosenamen „Blondschopf“ (französisch tête jaune, englisch yellow head) von der Hudson’s Bay Company als Führer durch die kanadischen Rocky Mountains angeheuert wurde. Der heute als Yellowhead Pass bekannte Übergang diente den hier siedelnden indigenen Völkern seit langer Zeit als Handelsroute, die bei den frühen Expeditionen genutzt wurde, doch erst die Errichtung der Eisenbahnlinie der Grand Trunk Pacific Railway zwischen Edmonton und Prince Rupert führte zur Erschließung des Gebiets.
Erste Planungen gab es 1921, als sich einige Bürger von Edmonton für den Bau einer befahrbaren Straße nach Jasper einsetzten. Von Edmonton aus wurde 1928 eine Schotterpiste freigegeben. 1936 gründete sich die Yellowhead Highway Association, die 1947 in Trans-Canada Highway System Association umbenannt wurde und den damaligen Premierminister William Lyon Mackenzie King um Unterstützung für dieses Projekt bat.
Die Bauzeit zwischen Edmonton und Jasper dauerte bis 1951, die Eröffnung des Yellowhead Highway fand im Juni 1968 statt, zwischen Jasper und dem Yellowhead Pass erfolgte die Asphaltierung bis 1970. Im Jahre 1978 einigten sich alle betroffenen Provinzen auf die einheitliche Benennung „Highway 16“. 1986 wurde der Yellowhead Highway in das System des Trans-Canada Highway integriert, wobei der British Columbia Highway 5 zwischen Tête Jaune Cache und Hope weiterhin als Yellowhead Highway erhalten ist.

## Verlauf

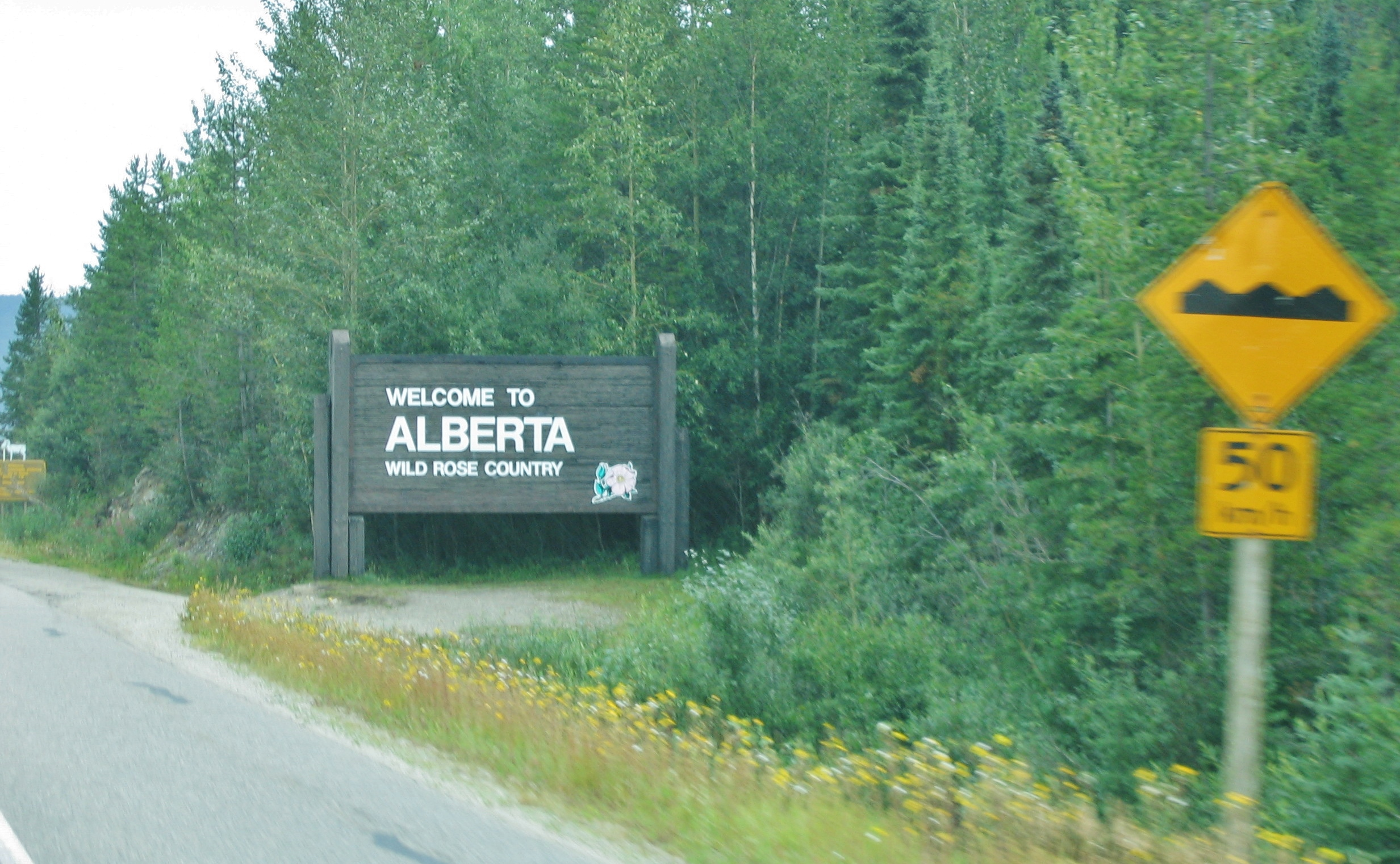
Grenze zwischen British Columbia und Alberta
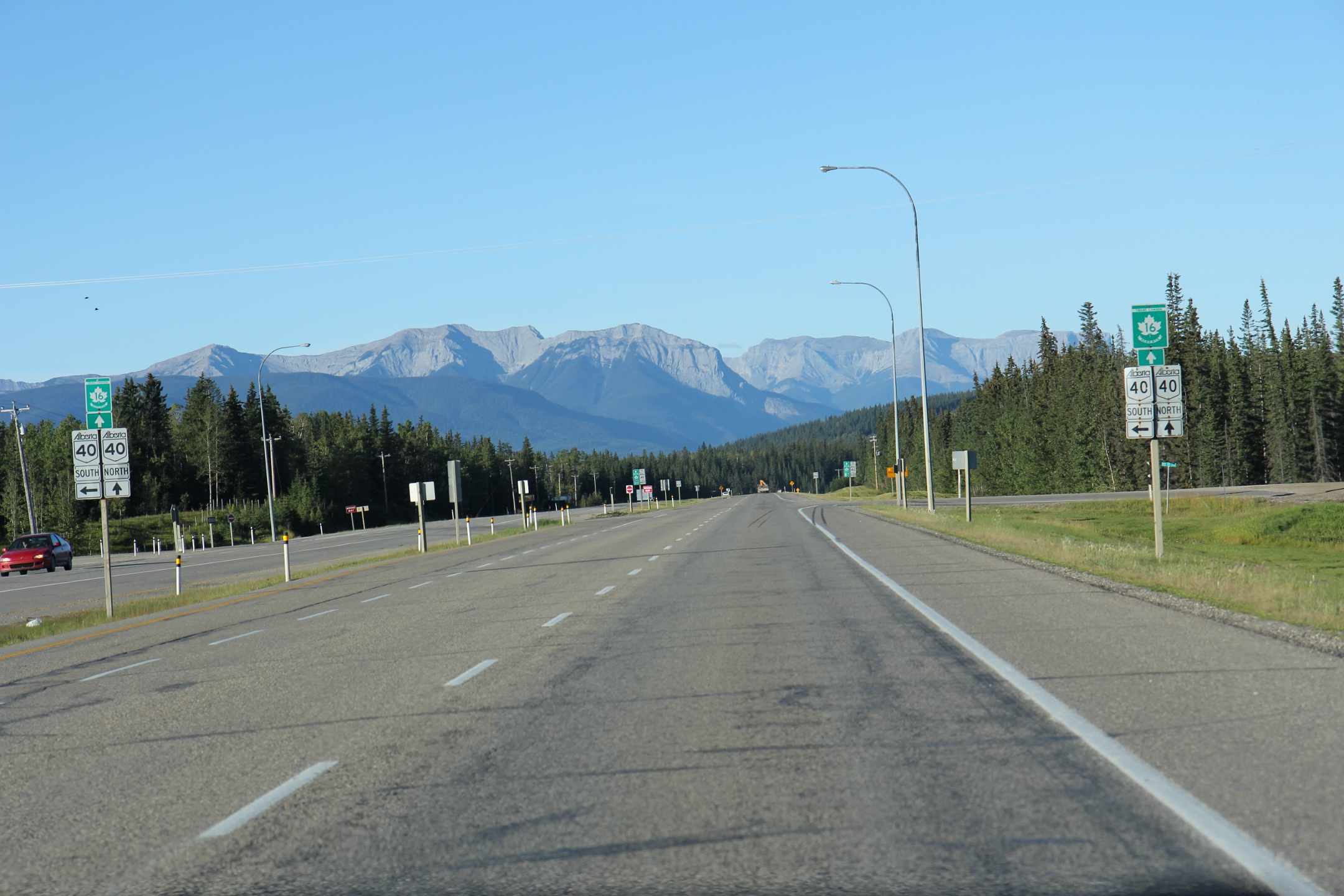
Zufahrt zum Trans-Canada Highway bei Hinton (Alberta)
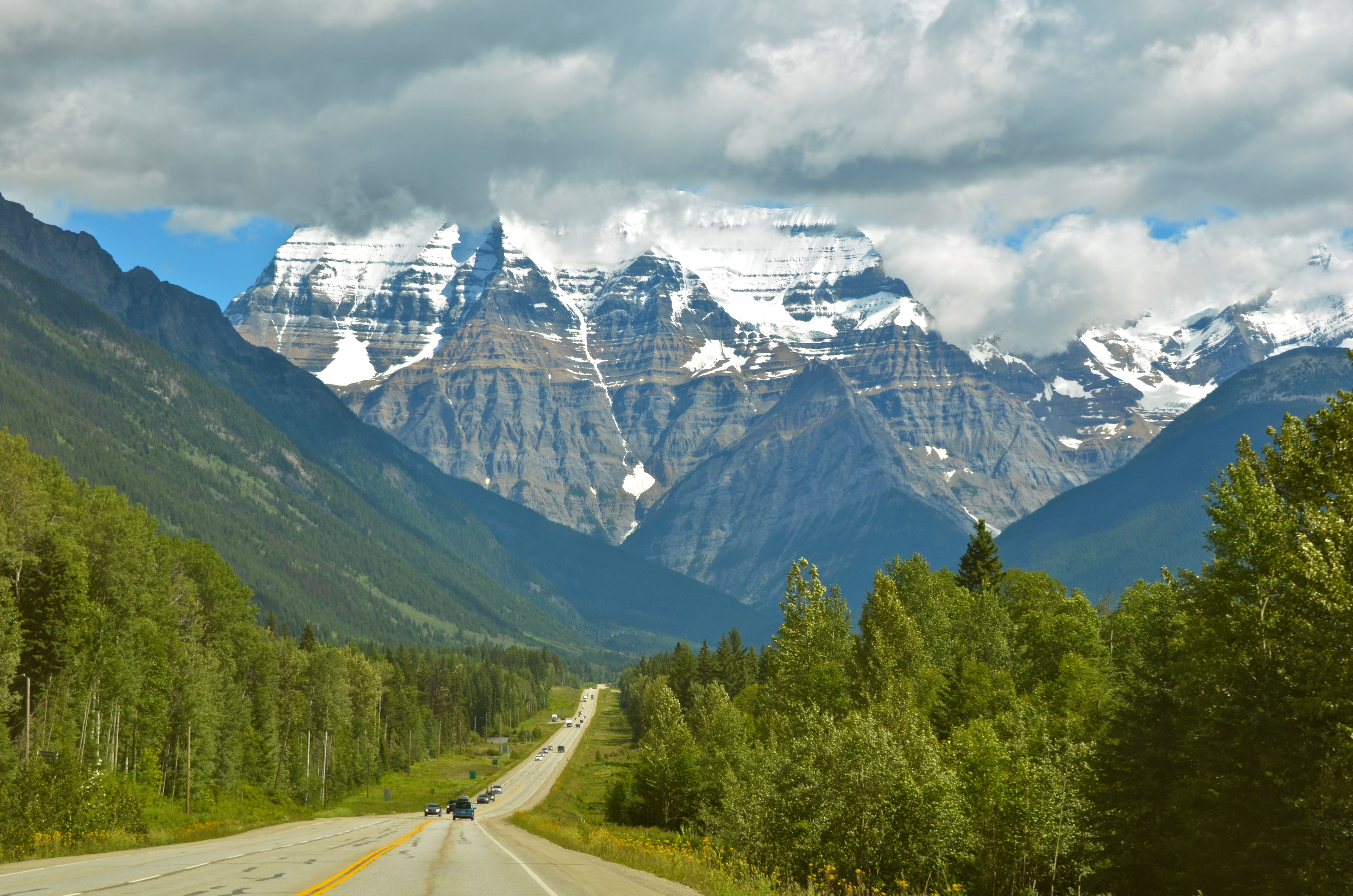
Der Yellowhead Highway Richtung Mount Robson (3954 m)
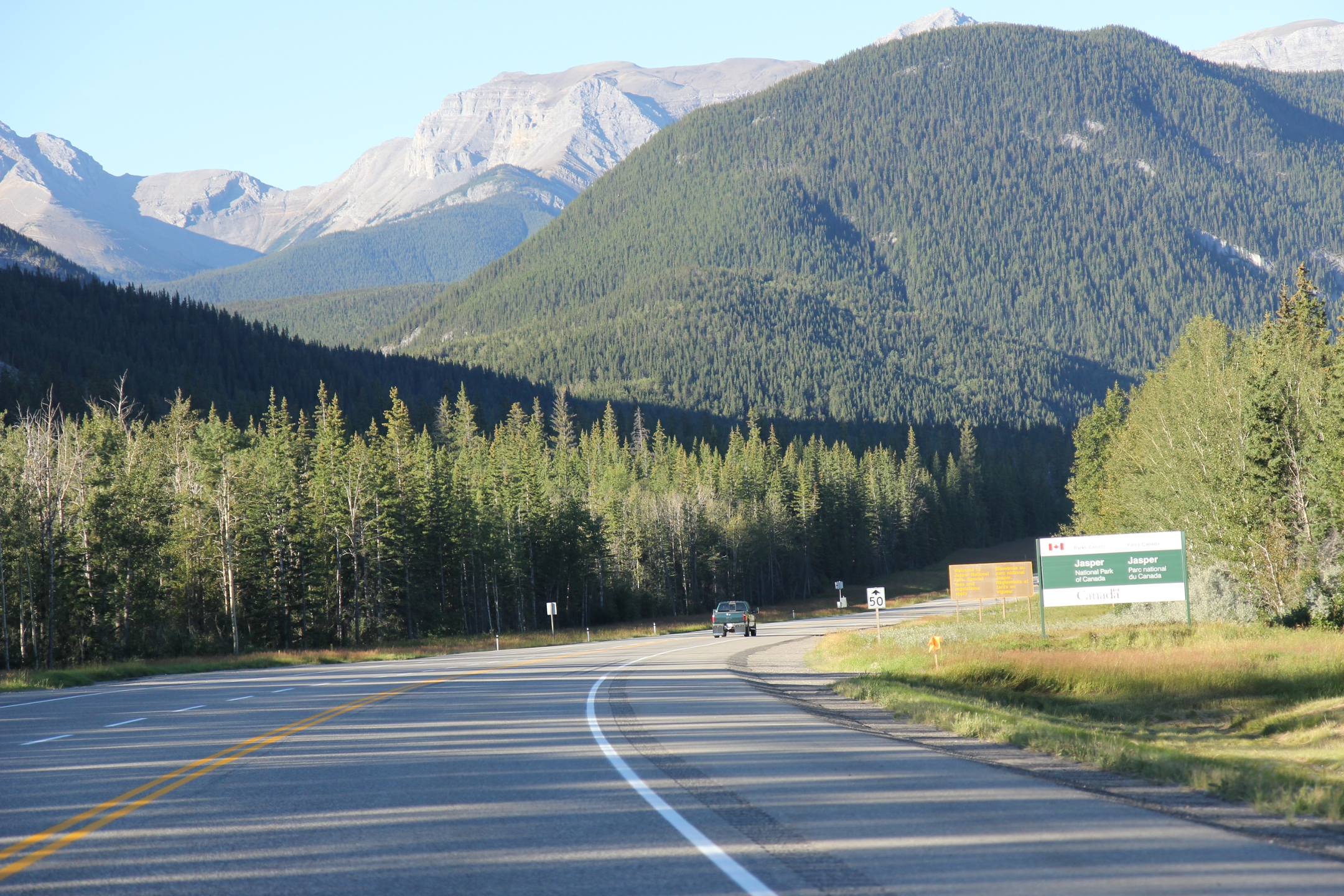
Einfahrt in den Jasper-Nationalpark Richtung Osten
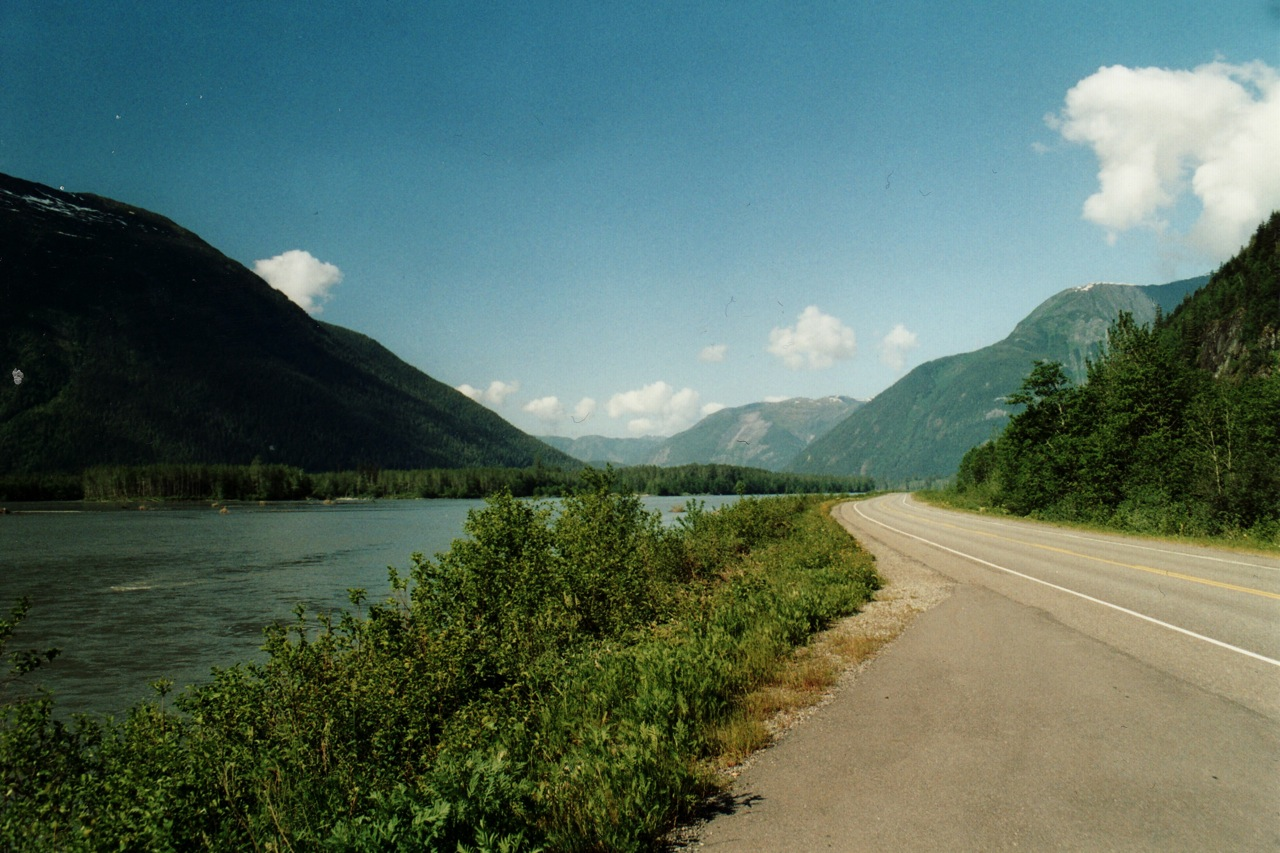
Der Yellowhead Highway durchquert das Küstengebirge im Tal des Skeena River

Der Yellowhead Highway führt durch vier Provinzen und verläuft in nordwestlicher Richtung. Ab Jasper gilt er bis zu seinem Ende in Masset als Panoramastraße.
| Ortschaft          | Provinz          | Entfernung in km |
| ------------------ | ---------------- | ---------------- |
| Winnipeg           | Manitoba         | 0                |
| Portage la Prairie | Manitoba         | 85               |
| Saskatoon          | Saskatchewan     | 688              |
| Edmonton           | British Columbia | 523              |
| Jasper             | Alberta          | 365              |
| Tête Jaune Cache   | British Columbia | 104              |
| Prince George      | British Columbia | 272              |
| New Hazelton       | British Columbia | 438              |
| Prince Rupert      | British Columbia | 280              |
| Queen Charlotte    | British Columbia | 204              |
| Masset             | British Columbia | 109              |
| Yellowhead Highway | gesamt           | 3068             |

In Winnipeg beginnt der Highway 16 gemeinsam mit dem Trans-Canada Highway auf der Portage Avenue in Richtung Westen. Erst nach 15 km vor der Ortschaft Bloom zweigt der Yellowhead Highway als eigenständige Straße Richtung Nordwest nach Saskatoon ab. Weiter Richtung Nordwest wird Edmonton erreicht. Nach Jasper mit dem südlich gelegenen Jasper-Nationalpark führt der Yellowhead Highway zunächst nach 77 km über den Yellowhead Pass (1131 m). Danach verläuft er am höchsten Berg der kanadischen Rocky Mountains, dem Mount Robson (3954 m), vorbei und erreicht Tête Jaune Cache. Bei New Hazelton gelangt der Yellowhead Highway an seinen nördlichsten Punkt und verläuft nunmehr in südwestlicher Richtung zum Küstenort Prince Rupert. Von hier aus führt eine Fähre nach Queen Charlotte auf der Graham Island, wo nach 109 km in Masset der Yellowhead Highway endet.
Die Strecke des transkontinentalen Personenzugs The Canadian führt von Winnipeg ab im Wesentlichen entlang des Highways bis nach Tête Jaune Cache in British Columbia, wo sie nach Südwesten Richtung Vancouver abzweigt.

### Manitoba
Etwa 330 Kilometer des Highways verlaufen durch die Provinz Manitoba.
Der östliche Endpunkt ist die Kreuzung zwischen Portage Avenue und Main Street in Winnipeg, den Abschnitt bis Portage la Prairie teilt er sich mit dem Trans-Canada Highway 1. Ab hier verläuft er in nordwestlicher Richtung in Richtung der Grenze zur Provinz Saskatchewan, die bei Harrowby erreicht wird. Zuvor wird Minnedosa und somit ein idealer Ausgangspunkt zu einem Abstecher in den Riding Mountain National Park berührt.

### Saskatchewan
Der Abschnitt des Yellowhead Highway in Saskatchewan besitzt etwa eine Länge von etwa 685 Kilometer. Die Grenze zu Manitoba wird nahe Marchwell erreicht, im weiteren Verlauf werden unter anderem die Städte Yorkton, Saskatoon, North Battleford und Lloydminster – wo sich auch die Grenze zu Alberta befindet – durchquert. Die Straße verläuft weiterhin weitgehend in nordwestlicher Richtung und erschließt, wie auch in Manitoba, die intensiv landwirtschaftlich genutzte Prärie.

### Alberta

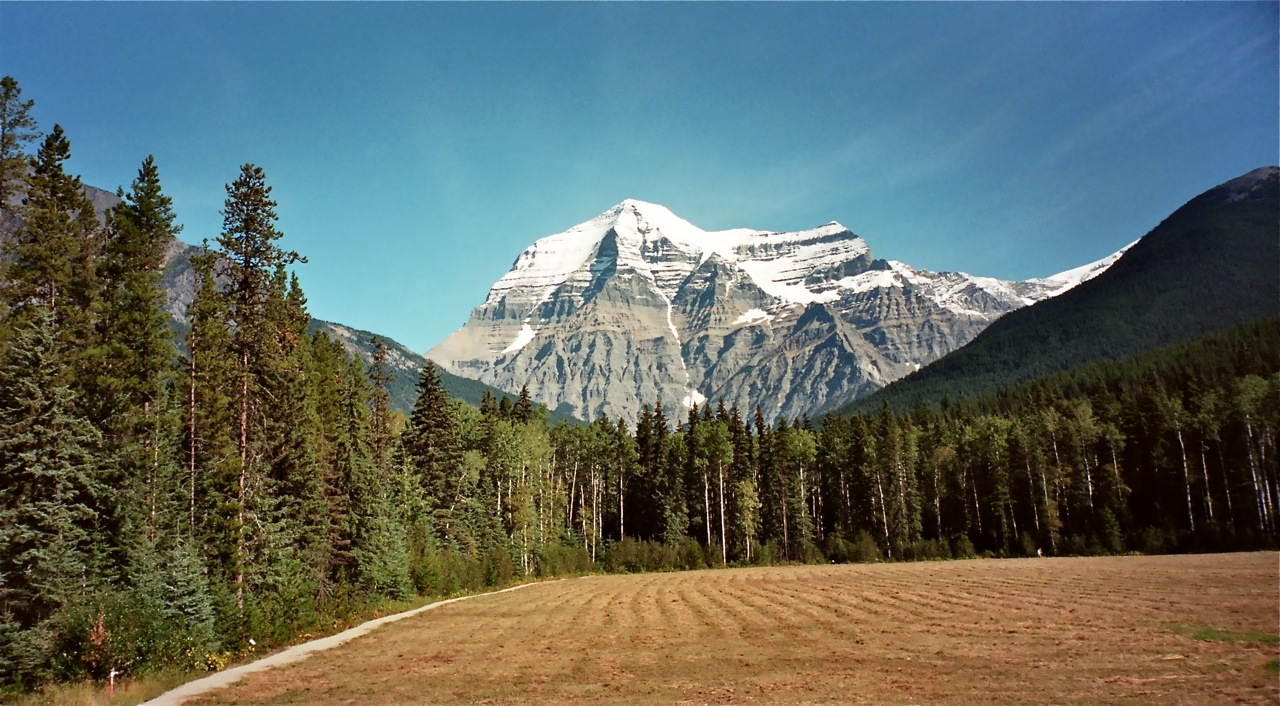
Mount Robson

Nachdem die Straße bei Lloydminster die Provinz Alberta erreicht hat, verläuft sie über 250 Kilometer in nordwestlicher Richtung bis zur Hauptstadt der Provinz, Edmonton, um sich dann zunächst nach Westen bis Edson zu wenden und dann dem Tal des Athabasca River in südwestlicher Richtung nach Jasper zu folgen. Der Highway verläuft von hier in westlicher Richtung bis zum Yellowhead Pass, wo British Columbia erreicht wird. Die Gesamtlänge des Highways in dieser Provinz beträgt etwa 640 Kilometer. Bei Obed – vor dem Übergang in das Tal des Athabasca River – wird der höchste Punkt des Highways erreicht; der Obed Summit weist eine Höhe von 1164 Meter auf, der Yellowhead Pass – an welchem die Hauptkette der Rocky Mountains überquert wird – ist nur 1146 Meter hoch.
Auf diesem Streckenabschnitt gehen einige bedeutsame Verbindungsstraßen vom Yellowhead Highway ab beziehungsweise kreuzen diesen:
- East Access Route (Highway 43) zur Anbindung an den Alaska Highway von Great Falls (Montana) nach Dawson Creek (British Columbia) in Stony Plain.
- Bighorn Route (Highway 40) zur Anbindung an den Alaska Highway von Highwood House (Alberta) nach Grande Prairie (Alberta) bei Entrance.
- Icefields Parkway (Highway 93) von Jasper (Alberta) nach Lake Louise (Alberta) in Jasper.

Der Yellowhead Highway bietet Zugang zu zahlreichen Naturschutzgebieten:
- Vermilion Provincial Park,
- Elk Island National Park,
- Wabamun Lake Provincial Park

1. Pembina River Provincial Park,

- Sundance Provincial Park,
- Obed Lake Provincial Park,
- William A. Switzer Provincial Park,
- Jasper National Park.

Des Weiteren ist der Yellowhead Pass als National Historic Site ausgewiesen, nahe dem Elk Island National Park befindet sich das bedeutsame Ukrainian Cultural Heritage Village.

### British Columbia

#### Festland
Der Yellowhead Highway erschließt seiner Länge von rund 1070 km auf dem Festland British Columbias den mittleren Bereich dieser Provinz und bietet gleichzeitig durch einige kreuzende oder abgehende Straßen Zugang zum Norden der Provinz beziehungsweise nach Alaska, in die Northwest Territories und das Yukon Territory.
Bedingt durch die geographischen Gegebenheiten folgt der Straßenverlauf weitestgehend Flusstälern, wobei insbesondere die Täler des Fraser River und des Skeena River aus touristischer Sicht von Interesse sind.
British Columbia wird am Yellowhead Pass erreicht, der Highway verläuft über Tête Jaune Cache, Prince George, Vanderhoof, Smithers und Terrace nach Prince Rupert auf Kaien Island am Chatham Sound. Das westliche Ende des Yellowhead Highway auf dieser dem Festland direkt vorgelagerten Insel befindet sich am Eingang zum Fährterminal etwa fünf Kilometer südlich der Innenstadt von Prince Rupert.
In British Columbia kreuzen einige wichtige Fernstraßen den Yellowhead Highway beziehungsweise zweigen von diesem ab:
- Yellowhead Highway 5 (Highway 5) - siehe unten,
- West Access Route (Highway 97) zur Anbindung an den Alaska Highway von Seattle (Washington) nach Dawson Creek in Prince George,
- Highway 27 von Vanderhoof nach Fort St. James in Vanderhoof,
- Cassiar Highway (Highway 37) von Kitimat nach Upper Liard (Yukon Territory) in Terrace beziehungsweise Kitwanga.

Dabei werden in British Columbia die folgenden Naturschutzgebiete passiert:
- Mount Robson Provincial Park,
- West Twin Provincial Park,
- Ancient Forest/Chun T’oh Whudujut Provincial Park,
- Sugarbowl-Grizzly Den Provincial Park and Protected Area,
- Purden Lake Provincial Park,
- Kitwanga Mountain Provincial Park,
- Seven Sisters Provincial Park.

#### Graham Island
Auf dem zu Haida Gwaii gehörenden Graham Island verläuft der Yellowhead Highway von Skidegate Landing – dem Anleger der Fähren der BC Ferries von Prince Rupert – nach Masset. Er führt auf der 109 km langen Strecke am Westrand des Naikoon Provincial Park entlang.

## Yellowhead Highway 5
→ Siehe auch: British Columbia Highway 5
Der Yellowhead Highway 5 – auch Yellowhead Highway South genannt – ist eine in Tête Jaune Junction beginnende Verbindung zwischen dem Yellowhead Highway 16 und dem Trans-Canada Highway 1 in Kamloops (British Columbia). Auch der als Coquihalla Highway bekannte Abschnitt zwischen Kamloops und der Einmündung in den Crowsnest Highway am Nicolum River Provincial Park sieben Kilometer östlich Hope (British Columbia) wird offiziell unter diesem Namen geführt. Der Highway besitzt eine Länge von etwa 711 km und erschließt einige Naturschutzgebiete des Westens der Provinz wie den Wells Gray Provincial Park.